# Albumy numer jeden w roku 2011 (Japonia)
Notowanie Weekly Album Chart (jap. 週間アルバムランキング Shūkan Arubamu Chāto) przedstawia najlepiej sprzedające się albumy w Japonii. Publikowane jest ono przez magazyn Oricon Style, a dane skompletowane zostały przez Oricon w oparciu o cotygodniowe wyniki sprzedaży fizycznej albumów. Poniżej znajdują się tabele prezentujące najpopularniejsze albumy w danych tygodniach w roku 2011.

## Oricon Weekly Album Chart
| Data            | Album | Wykonawca          | Źródło |
| --------------- | --- | ------------------ | ------ |
| 3 stycznia      | Love songs | Ayumi Hamasaki     | [ 1 ]  |
| 10 stycznia     | No Sleeves (jap. ノースリーブス) | No Sleeves         | [ 2 ]  |
| 17 stycznia     | Ikimonobakari ~Members Best Selection~ (jap. いきものばかり〜メンバーズBESTセレクション〜)                                              | Ikimonogakari      | [ 3 ]  |
| 24 stycznia     | You can’t catch me | Maaya Sakamoto     | [ 4 ]  |
| 31 stycznia     | EXIT TUNES PRESENTS Vocalonexus feat. Hatsune Miku (jap. EXIT TUNES PRESENTS Vocalonexus feat.初音ミク)                                 | Różni artyści      | [ 5 ]  |
| 7 lutego        | SUPERGOOD, SUPERBAD | Tomohisa Yamashita | [ 6 ]  |
| 14 lutego       | Ano... yume motemasukedo. (jap. あの・・夢もてますケド。)                                                                               | Yūsuke             | [ 7 ]  |
| 21 lutego       | Ano... yume motemasukedo. (jap. あの・・夢もてますケド。)                                                                               | Yūsuke             | [ 8 ]  |
| 28 lutego       | 2-NI- | Yuzu               | [ 9 ]  |
| 7 marca         | MUSICMAN | Keisuke Kuwata     | [ 10 ] |
| 14 marca        | Dejavu | Kumi Kōda          | [ 11 ] |
| 21 marca        | Negai no tō (jap. 願いの塔) | Exile              | [ 12 ] |
| 28 marca        | Ketsunopolis 7 (jap. ケツノポリス7)) | Ketsumeishi        | [ 13 ] |
| 4 kwietnia      | Negai no tō (jap. 願いの塔) | Exile              | [ 14 ] |
| 11 kwietnia     | Negai no tō (jap. 願いの塔) | Exile              | [ 15 ] |
| 18 kwietnia     | guitarissimo | Miwa               | [ 16 ] |
| 25 kwietnia     | The Apples | Kazuya Yoshii      | [ 17 ] |
| 2 maja          | Dōmo (jap. どーも) | Kazumasa Oda       | [ 18 ] |
| 9 maja          | Checkmate! | Namie Amuro        | [ 19 ] |
| 16 maja         | Checkmate! | Namie Amuro        | [ 20 ] |
| 23 maja         | BIGBANG 2 | Big Bang           | [ 21 ] |
| 30 maja         | FIVE TREASURE ISLAND | FTISLAND           | [ 22 ] |
| 6 czerwca       | Born This Way (jap. ボーン・ディス・ウェイ)                                                                                             | Lady Gaga          | [ 23 ] |
| 13 czerwca      | GIRLS' GENERATION | Girls’ Generation  | [ 24 ] |
| 20 czerwca      | Koko ni ita koto (jap. ここにいたこと)                                                                                                  | AKB48              | [ 25 ] |
| 27 czerwca      | Mind Travel | Superfly           | [ 26 ] |
| 4 lipca         | Thank you, Love | Kana Nishino       | [ 27 ] |
| 11 lipca        | Dai hakken (jap. 大発見) | Tokyo Jihen        | [ 28 ] |
| 18 lipca        | Beautiful World | Arashi             | [ 29 ] |
| 25 lipca        | YOU | Juju               | [ 30 ] |
| 1 sierpnia      | YOU | Juju               | [ 31 ] |
| 8 sierpnia      | C’mon | B’z                | [ 32 ] |
| 15 sierpnia     | M BEST | Miliyah Katō       | [ 33 ] |
| 22 sierpnia     | Ray Of Hope | Tatsurō Yamashita  | [ 34 ] |
| 29 sierpnia     | SMAP AID | SMAP               | [ 35 ] |
| 5 września      | megaphonic | Yuki               | [ 36 ] |
| 12 września     | FIVE | Ayumi Hamasaki     | [ 37 ] |
| 19 września     | FIVE | Ayumi Hamasaki     | [ 38 ] |
| 26 września     | #AAABEST | AAA                | [ 39 ] |
| 3 października  | NOLZA | 2NE1               | [ 40 ] |
| 10 października | TONE | TVXQ               | [ 41 ] |
| 17 października | A.N.JELL WITH TBS-kei kin'yō Drama „Ikemen desu ne” MUSIC COLLECTION (jap. A.N.JELL WITH TBS系金曜ドラマ『美男ですね』MUSIC COLLECTION) | A.N.Jell           | [ 42 ] |
| 24 października | 8EIGHT8 | Kaela Kimura       | [ 43 ] |
| 31 października | Tegomass no mahō (jap. テゴマスのまほう)                                                                                                | Tegomass           | [ 44 ] |
| 7 listopada     | Never More -„Persona 4” rin'netenshō- (jap. ネバー・モア -「ペルソナ4」輪廻転生-)                                                       | Persona 4          | [ 45 ] |
| 14 listopada    | HOW CRAZY YOUR LOVE | Yui                | [ 46 ] |
| 21 listopada    | K album | KinKi Kids         | [ 47 ] |
| 28 listopada    | FIGHT | Kanjani ∞          | [ 48 ] |
| 5 grudnia       | Super Girl (jap. スーパーガール) | Kara               | [ 49 ] |
| 12 grudnia      | JPN | Perfume            | [ 50 ] |
| 19 grudnia      | TEST DRIVE featuring JASON DERULO | Jin Akanishi       | [ 51 ] |
| 26 grudnia      | Super Girl (jap. スーパーガール) | Kara               | [ 52 ] |